# Megalotremis endobrya
Megalotremis endobrya är en svampart som först beskrevs av Döbbeler & Poelt, och fick sitt nu gällande namn av Aptroot. Megalotremis endobrya ingår i släktet Megalotremis och familjen Trypetheliaceae.   Inga underarter finns listade i Catalogue of Life.